# Мірко Тремалья
Мірко Тремалья (італ. Mirko Tremaglia; 17 листопада 1926, Бергамо — 30 грудня 2011, там само) — італійський правник і політик.

## Життєпис
Під час Другої світової війни він втратив своїх батьків. Його родина підтримувала режим Беніто Муссоліні і створення Італійської соціальної республіки. Мірко Тремалья був захоплений союзниками і ув'язнений до табору для військовополонених.
Він навчався в Католицькому університеті Святого Серця, але був виключений після розкриття свого минулого (участь у Національній республіканській гвардії. Пізніше, Тремалья здобув юридичну освіту й почав працювати юристом. Водночас почав діяльність у Італійському соціальному русі (MSI), який об'єднував неофашистів.
У 1972 році він був уперше обраний членом Палати депутатів. У середині 1990-х років, після розпаду MSI, став одним із лідерів Національного альянсу, який перетворився на проєвропейську правоцентристську партію.
У 2001—2006 роках він обіймав посаду міністра з питань італійців за кордоном у другому і третьому урядах Сільвіо Берлусконі.